# Lara Christen
Lara Christen (* 2. Oktober 2002) ist eine Schweizer Eishockeyspielerin auf der Position der Verteidigerin. Ihr älterer Bruder Luca ist ebenfalls Eishockeyspieler.

## Karriere
Lara Christen machte ihre ersten Schritte im Schweizer Eishockey in der Nachwuchsabteilung des SC Langenthal, wo sie bis 2019 die männlichen Nachwuchsmannschaften durchlief und ab 2015 auch Teil des Frauenteams war, das 2016 den Aufstieg aus der SWHL C in die SWHL B schaffte.
Während der Saison 2017/18 wechselte sie zu den ZSC Lions Frauen nach Zürich, wo sie mit der Mannschaft in den Folgejahren zwei Meistertitel, zwei Vizemeistertitel und drei Cupsiege gewann. In der Saison 2022/23 wechselte sie zurück zum SC Langenthal. Nach einem Jahr erfolgte im Sommer 2023 der nächste Wechsel zu den SC Bern Frauen.

### International
Lara Christen gehört seit 2018 der Schweizer Eishockeynationalmannschaft der Frauen an. 2019 nahm sie  erstmals an einer Frauen-Weltmeisterschaft teil – mit damals gerade einmal 16 Jahren. 2022 war sie erstmals Teil der Schweizer Auswahl bei den Olympischen Winterspielen in Peking, die die Mannschaft auf Rang vier abschloss.